# Dominique Franceschi
Dominique Franceschi (* 10. März 1921 in Marseille; † 3. April 2001 ebenda) war ein französischer Fußballspieler.

## Karriere
Der Mittelfeldspieler Franceschi begann seine Laufbahn bei der Mannschaft des Stadtteilgymnasiums Thiers in Marseille; anschließend lief er für einen Verein namens Gallia auf. 1940 ging er während des Zweiten Weltkriegs zum großen Stadtverein Olympique Marseille, wo er zunächst für die Reservemannschaft vorgesehen war. Von 1941 bis 1942 musste er für die Militäreinheit Chantiers de la jeunesse française des Vichy-Regimes seinen Dienst leisten und kehrte danach in den Fußball zurück. Fortan gehörte er der ersten Mannschaft an, die an der kriegsbedingt inoffiziellen Austragung der ersten Liga teilnahm, kam jedoch in einer Zeit, zu der Ein- und Auswechslungen noch nicht möglich waren, zunächst zu keinem Einsatz. Am 1. Januar 1943 debütierte er bei einem 1:1 gegen die USA Perpignan in der faktisch bestehenden höchsten französischen Spielklasse; zwei Tage darauf ließ er beim 3:3 gegen den FC Toulouse sein Tordebüt folgen, wobei er gleich alle drei Treffer für Marseille erzielte. Dem folgten einige Einsätze in der Liga, auch wenn er das nationale Pokalfinale 1943 verpasste, bei dem seine Teamkameraden durch einen 4:0-Sieg im Wiederholungsspiel die Trophäe gewinnen konnten.
In der Saison 1943/44 wurde die Meisterschaft nicht durch Vereine, sondern durch Équipes fédérales ausgetragen, wobei Franceschi der mit dem Namen Marseille-Provence angehörte. Er spielte auch dort regelmäßig, wenn auch nicht als Stammspieler, und kehrte 1944 zu Olympique Marseille zurück, das fortan wieder an der Meisterschaft teilnahm. Nach einer zweiten Jahreshälfte 1944, in der er nicht über eine bestrittene Partie hinausgekommen war, schaffte er im Frühjahr 1945 den Durchbruch als Stammspieler. Nachdem 1945 der reguläre Spielbetrieb wieder aufgenommen worden war, bestritt er am 25. August 1945 bei einem 6:2-Sieg gegen den RC Paris seine erste offizielle Erstligapartie. Einige Zeit später fiel er aus der Startelf, ehe er sich im Jahr 1946 wieder einen festen Platz sichern konnte. Im Verlauf der Spielzeit 1947/48 spielte er kaum noch eine Rolle und bestritt am 5. Oktober 1947 bei einem 2:2 gegen Red Star Paris sein letztes von 32 offiziellen Erstligaspielen, bei denen er drei Tore erzielt hatte; hinzu kommen 32 inoffizielle Erstligapartien mit zwölf Toren. Diese letzte Begegnung sicherte ihm eine Zugehörigkeit zur französischen Meistermannschaft 1948, obwohl er bereits im weiteren Saisonverlauf zum Zweitligisten Lyon Olympique Universitaire gewechselt war. 1950 beendete er seine Profilaufbahn.